# Il Leone di San Marco (miniserie televisiva)
Il Leone di San Marco è una miniserie televisiva italiana del 1969.

## La miniserie
Questa opera audiovisiva è destinata alla tv dei ragazzi, diretta da Alda Grimaldi, sceneggiata su proprio soggetto originale televisivo da Tito Benfatto e Gianni Pollone, composta da sei singoli episodi, che vennero trasmessi in prima visione sul Programma Nazionale dal 2 aprile al 7 maggio 1969, in onda alle ore 17,45, realizzata negli studi di Torino e con un cast di attori di alto profilo.

Il ciclo di vicende avventurose e private, sullo sfondo di importanti fatti storici in un arco temporale di oltre cento anni, rievoca la decadenza della Repubblica di Venezia dal '700 lungo il doloroso cammino prima del ricongiungimento con l'Italia nel 1866.

I titoli degli episodi erano: Il gioco scoperto (1725), Pericolo dal mare (1767), Verso Campoformio, La bottega dell'usuraio (1812), L'ultimo doge della Serenissima, Venezia libera (1866).

## Puntate
| nº | Titolo                          | Prima TV Italia |
| -- | ------------------------------- | --------------- |
| 1  | Il gioco scoperto (1725)        | 2 aprile 1969   |
| 2  | Pericolo dal mare (1767)        | 9 aprile 1969   |
| 3  | Verso Campoformio               | 17 aprile 1969  |
| 4  | La bottega dell'usuraio (1812)  | 23 aprile 1969  |
| 5  | L'ultimo doge della Serenissima | 1º maggio 1969  |
| 6  | Venezia libera (1866)           | 7 maggio 1969   |

### Il gioco scoperto (1725)

#### Trama
- Personaggi e interpreti: Marina Dolfin, Paola Quattrini, Adolfo Geri, Cesare Polacco, Gabriella Giacobbe, Piero Sammataro.

### Pericolo dal mare (1767)

#### Trama
L'episodio è ambientato nella Venezia della seconda metà del Settecento, fra gli ultimi sussulti di orgoglio e le lotte contro i pirati algerini che fanno da cornice alla storia di un intrigo avventuroso.
- Personaggi e interpreti: Mario Valdemarin, Mario Bardella, Adolfo Geri, Marisa Fabbri.

### Trama
- Personaggi e interpreti:

### L'ultimo doge della Serenissima

#### Trama
- Personaggi e interpreti: Elena Zareschi, Mario Valdemarin, Mario Bardella.

### Venezia libera (1866)

#### Trama
- Personaggi e interpreti: Franco Volpi, Elena Zareschi.